# Cyril Martinek
Cyril Martinek (7. dubna 1927 Valašská Bystřice – 9. listopadu 2018 Brno) byl český teolog, spisovatel, badatel a propagátor sociální nauky církve.

## Život a dílo
Narodil se jako nejstarší ze šesti dětí. Studoval na velehradském gymnáziu a Vysokém učení technickém v Brně. Po promoci působil jako geodet v podniku Geologický průzkum Ostrava. Po celý svůj život byl angažovaným laikem, v 60. letech 20. století spoluzakládal Dílo koncilové obnovy. Podílel se na tisku koncilových dokumentů i při organizaci Cyrilo-metodějských slavností na Velehradě v roce 1969. V letech normalizace spolupracoval se strukturami skryté církve, s Josefem Adámkem tiskl a šířil samizdat, s Josefem Zvěřinou a Mečislavem Razíkem organizoval teologické semináře. Byl také aktivní v ekumenickém hnutí. Dlouhodobě spolupracoval s Českobratrskou církví evangelickou (ČCE) a s farářem ČCE Miroslavem Heryánem.
Spolu s Josefem Kamanem založil a řídil po roce 1989 Diecézní centrum pro šíření sociální nauky církve v brněnské diecézi. Jako člen týmu jmenovaného Českou biskupskou konferencí pracoval na přípravě listu k sociálním otázkám v ČR „Pokoj a dobro“ (2000). V devadesátých letech 20. století vyučoval katolickou sociální nauku na Teologické fakultě Jihočeské univerzity v Českých Budějovicích. Napsal také první učebnici katolické sociální nauky u nás („Cesta k solidaritě“, Studie TF JČU, Trinitas 1998). V letech 2000 a 2002 byl jako expert delegátem na Sněmu katolické církve.
O sociálním učení církve a o Druhém vatikánském koncilu publikoval řadu článků v Katolickém týdeníku, Teologických textech a v časopise Dialog Evropa XXI. V závěru života se i přes vážné nemoci a těžkosti spojené s úmrtím dvou dětí a manželky se snažil dále studovat a pracovat a sledovat stále církevní dokumenty.
V červenci 2014 obdržel pamětní medaili České biskupské konference za dlouholetou aktivní odbornou činnost v oblasti sociální nauky Církve. 